# ナニュエット駅
ナニュエット駅（Nanuet）は、ニューヨーク州ロックランド郡ナニュエットにあるメトロノース鉄道の駅。

## 概要
ニュージャージー・トランジットのパスカック・バレー線の駅である。
この駅からニュージャージー州ホーボーケン駅までを結んでいる。ニューヨーク州内の鉄道はメトロノース鉄道の所有であるが、列車の運行は全線ニュージャージー・トランジットが行っている。

## パーキング
3つの駐車場がある。
駅に一番近い駐車場は、許可証を得ている339台の車だけが無料で駐車できる。料金を支払う226台駐車できるパーキングはメトロノース鉄道の敷地内にある。
クラークスタウン町の住人ではなく、無料で車を駐車したい人のためのパーキング・スペースがある。ここには229台の駐車が可能。

## 接続
- TOR Transport of Rockland 92
- ロックランド・コーチ 11

## 隣の駅
メトロノース鉄道
■パスカック・バレー線
パール・リバー駅 - ナニュエット駅 - スプリング・バレー駅